# Alain Hutchinson

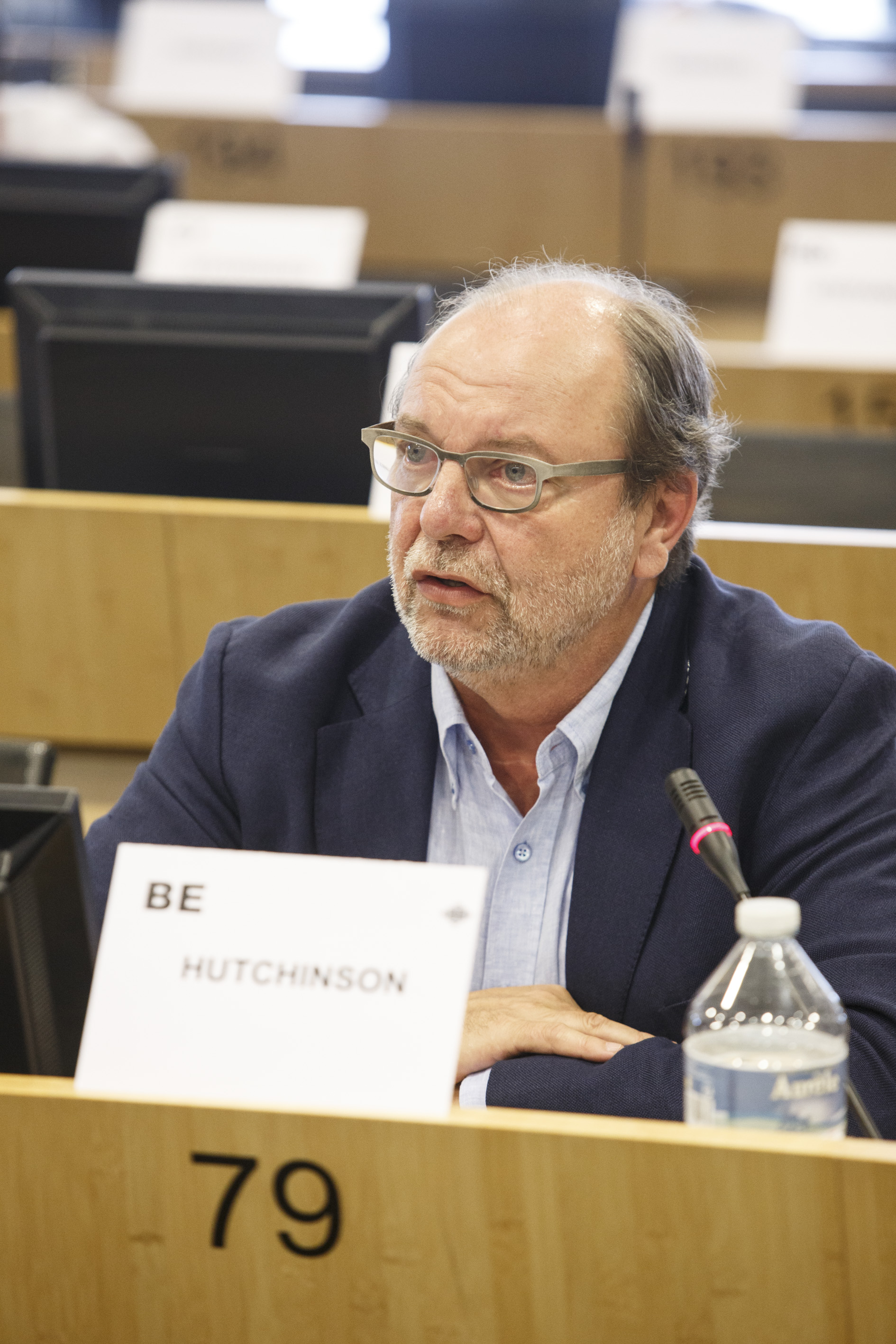
Alain Hutchinson

Alain Hutchinson (* 10. Dezember 1949 in Schaerbeek/Schaarbeek) ist ein belgischer Politiker der Parti Socialiste  (PS). Von 2004 bis 2009 war er Mitglied des Europäischen Parlaments.

## Leben
Hutchinson war zunächst als Sozialarbeiter tätig, bevor er sich der Politik widmete. Von 1972 bis 1987 war er Sekretär des Angestelltenverbandes der Allgemeinen belgischen Gewerkschaftsverbands (FGTB) und wurde 1988 zum Kabinettschef des Ministers für soziale Angelegenheiten und Gesundheit der Französischen Gemeinschaft Belgiens ernannt und 1989 zum Kabinettschef des Ministerpräsidenten der Region Brüssel-Hauptstadt. Anschließend war er von 1999 bis 2004 Staatssekretär für Wohnungsbau und Energie der Region Brüssel-Hauptstadt. Von 1988 bis 1999 war er Beigeordneter für Unterricht und Kultur der Gemeinde Saint-Gilles/Sint-Gillis.
2004 wurde Hutchinson in das Europäische Parlament gewählt. Er war Mitglied der Sozialdemokratischen Fraktion im Europäischen Parlament sowie stellvertretender Vorsitzender der Delegation für die Beziehungen zu den Maghreb-Ländern und der Union des Arabischen Maghreb (einschließlich Libyen) und Mitglied des Entwicklungsausschusses. Nach der Europawahl 2009 schied Hutchinson aus dem Europäischen Parlament aus.
Für seine Verdienste wurde Hutchinson mit dem Titel eines Ritters des Kronenordens und eines Kommandeurs des Leopold-II.-Ordens ausgezeichnet.

## Publikationen
- Le logement à Bruxelles : pour une nouvelle solidarité avec les Bruxellois. Pire, Brüssel 2004, ISBN 2-87415-385-0.